# National Geographic Wild (France)
Pour les articles homonymes, voir National Geographic Wild et National Geographic Wild (Canada).
National Geographic Wild est une chaîne de télévision française du groupe Fox Networks Group dont la programmation est constituée de documentaires sur la vie sauvage et la protection de l'environnement. Elle est la version française de la chaîne américaine National Geographic Wild.
Elle est distribuée en France par Fox International Channels et est détenue par la National Geographic Society et Fox Cable Networks. Nat Geo Wild est aujourd’hui disponible dans 131 pays et traduits dans plus 38 langues auprès de 125 millions de foyers.
National Geographic Wild a été lancée le 9 septembre 2008 à 19 h, à l'occasion de la refonte de la programmation de National Geographic Channel. En effet, Nat Geo Wild reprend maintenant le contenu nature et animalier de cette dernière, et celle-ci diffuse désormais uniquement des magazines société. Nat Geo Wild est une chaîne thématique consacrée à la vie sauvage, aux forces de la nature et au futur de notre planète. La chaîne a pour vocation de permettre aux téléspectateurs de mieux comprendre les enjeux de notre écosystème et les dangers qui le menacent, et est disponible en haute définition depuis le 8 novembre 2011.
À partir du 1er février 2019, Nat Geo Wild, qui vient de fêter ses 10 ans en France, fait évoluer son identité graphique et devient « National Geographic Wild ».

## Historique
Lancée en septembre 2008 en France, elle était disponible en exclusivité sur Canalsat et Numericable. Elle arrive gratuitement sur Free le 16 janvier 2014, marquant la fin de son exclusivité sur Canalsat. Elle arrive plus tard dans l'année sur la TV d'Orange et Bouygues. Elle est aussi disponible sur la TV de SFR à partir de SFR Play depuis le 12 juillet 2016. En janvier 2018, la chaîne redevient une exclusivité Canal et cesse sa diffusion sur les opérateurs ADSL (à présent seulement avec les offres Canal) et Numericable. Le 1er juillet 2019, elle quitte à nouveau le bouquet SFR.
À la suite du non-renouvellement du contrat entre Disney et Canal+, la chaîne a arrêté sa diffusion sur Canal+ à compter du 31 décembre 2024. En France, elle a également cessé sa diffusion, ses programmes continuent cependant d’être distribués sur Disney+, comme ceux de Disney Jr., mais continue sa distribution en Belgique, Luxembourg et en Suisse,.

### Logos

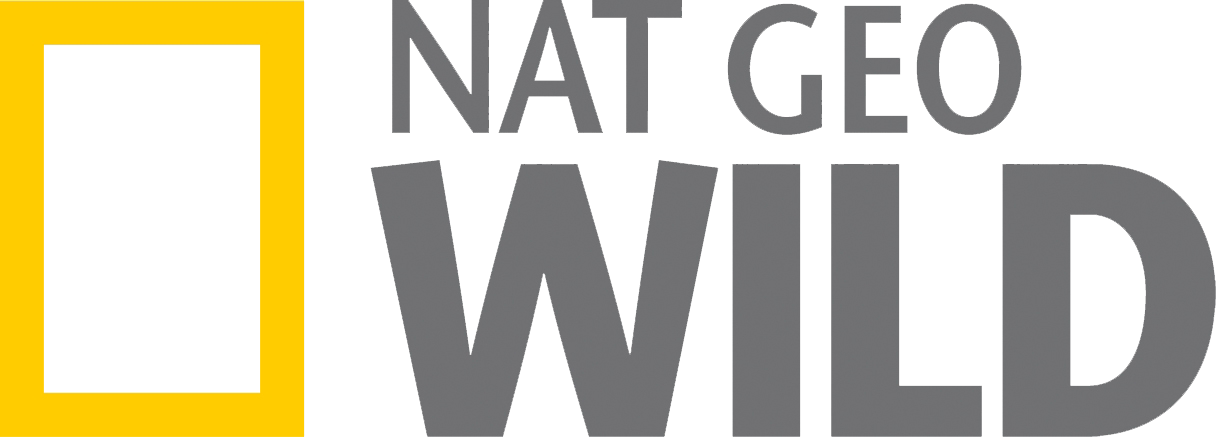
Logo de Nat Geo Wild (du 9 septembre 2008 au 1er février 2019)
Logo de National Geographic Wild (depuis le 1er février 2019)

## Émissions
La programmation, composée de documentaires maintes fois récompensés sur la nature originelle, donne au téléspectateur un autre regard, plus proche de celui de National Geographic et complémentaire à celui-ci. En outre, Nat Geo Wild aborde aussi des thèmes liés à la préservation de la nature et à l’écologie, par exemple, l’influence des changements climatiques sur la nature.

### Big Cat Week
Depuis 2012, la chaîne Nat Geo Wild en association avec la Big Cats Initiative, organise une programmation spéciale intitulée la Big Cat Week dans le but de sensibiliser ses téléspectateurs à la protection des félins dans le monde. Dans cette optique, de nombreux documentaires sur tous types de félins sont diffusés durant une semaine avec chaque année une personnalité parraine de l’événement.

### Liste des programmes
- Alpha dogs
- Animal Fight Club
- Attaque en haute mer
- César, l'homme qui parlait aux chiens
- Destination Wild
- Destination Wild : Australie
- Dogtown
- La guerre des saumons
- Les aventures de Brady Barr
- Les dents de la peur
- Les rois des aquariums
- Les mystères du Brésil
- Les secrets de la vie sauvage
- L'incroyable Dr Pol
- Ma vie avec les tigres
- Ma vie avec les lions
- Ma vie est un zoo !
- Michelle ou la vie sauvage
- Mon ami Casey
- Mordu de petites bêtes
- Mortelle Australie
- Petits singes voleurs
- Prédateurs en détresse
- Prédateurs fous
- Poisson-Dino
- Superanimal
- Super César
- Tueurs en série
- Un monde mortel
- Wild jobs

## Diffusion
La chaîne était à ses débuts diffusée de 7 h à minuit.
Cette chaîne était disponible uniquement avec Canal+ en Haute définition. La chaîne était disponible sur Canal+ avec les offres Panorama, Famille ou Intégrale. Elle était incluse dans le pack « TV by Canal », disponible en option, et incluse dans l'offre Freebox Révolution et l'offre Freebox Delta. Avec la fin du contrat entre Disney et Canal+, la chaîne arrête sa diffusion en France le 31 décembre 2024.

### Voix off
- Voix-off des bandes-annonces : Alexandra Furon.